# Bier-Esel

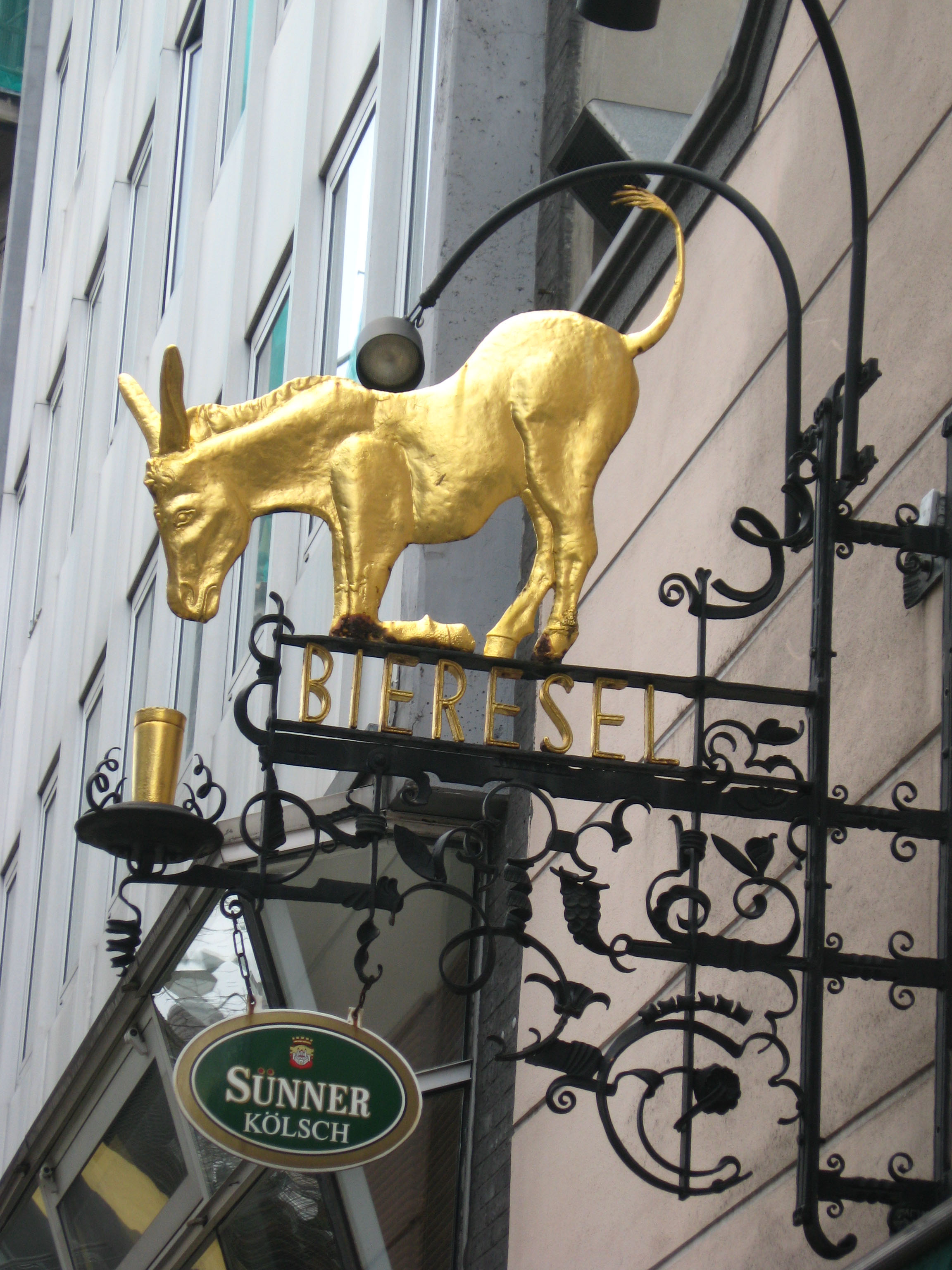
Bier-Esel

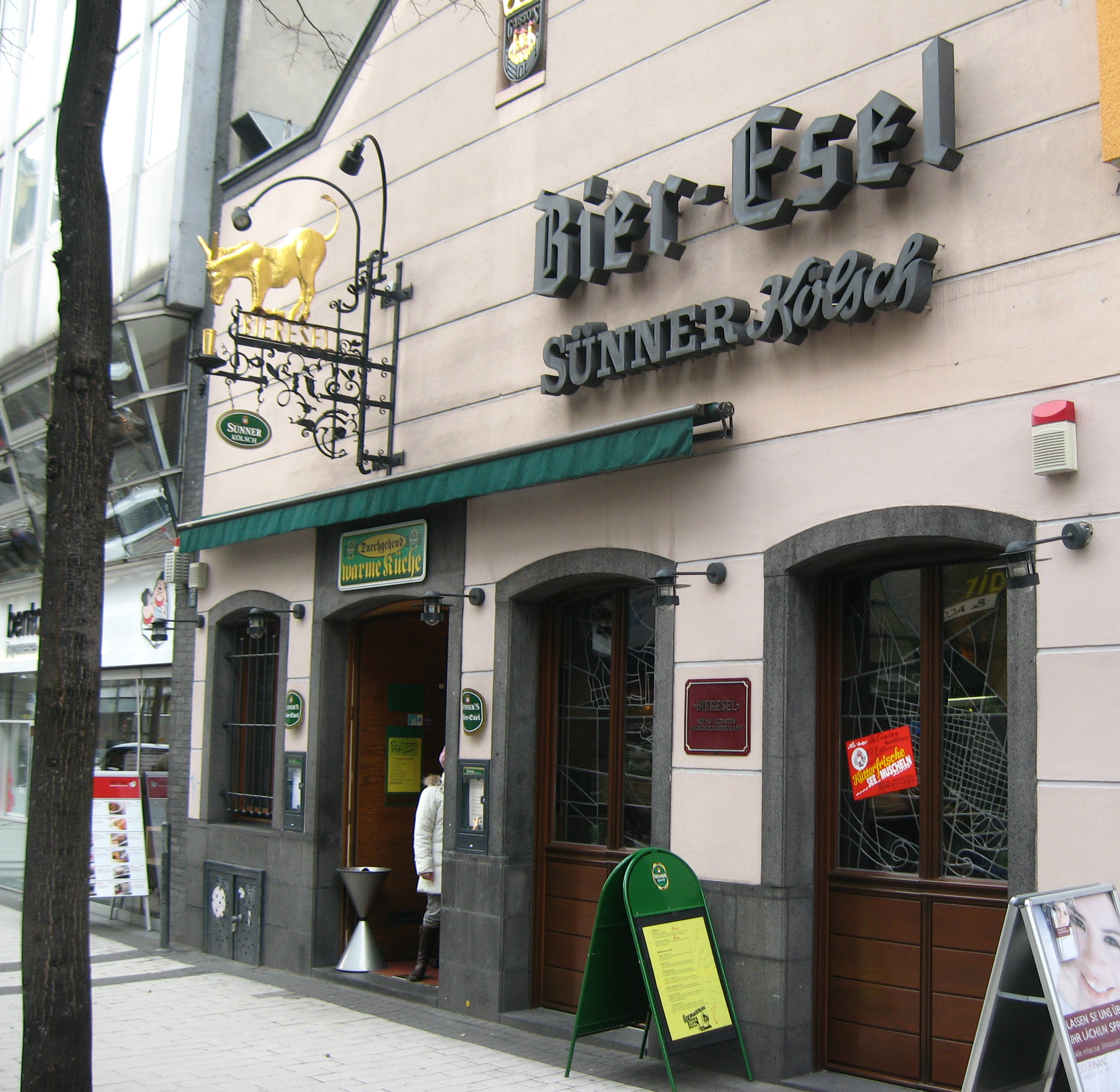
Vorderansicht

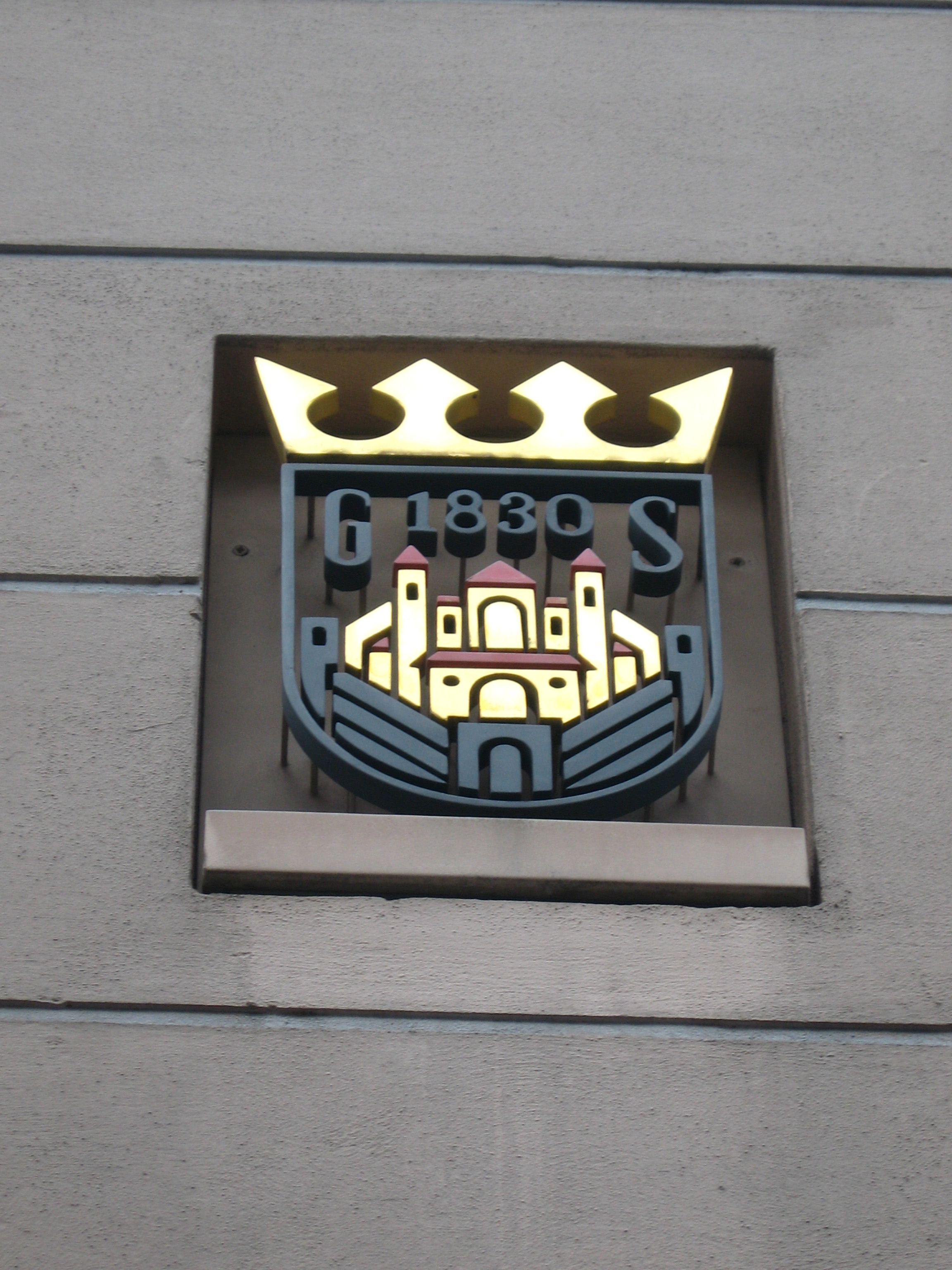
Wappen der Gebrüder Sünner am Brauhaus Bier-Esel

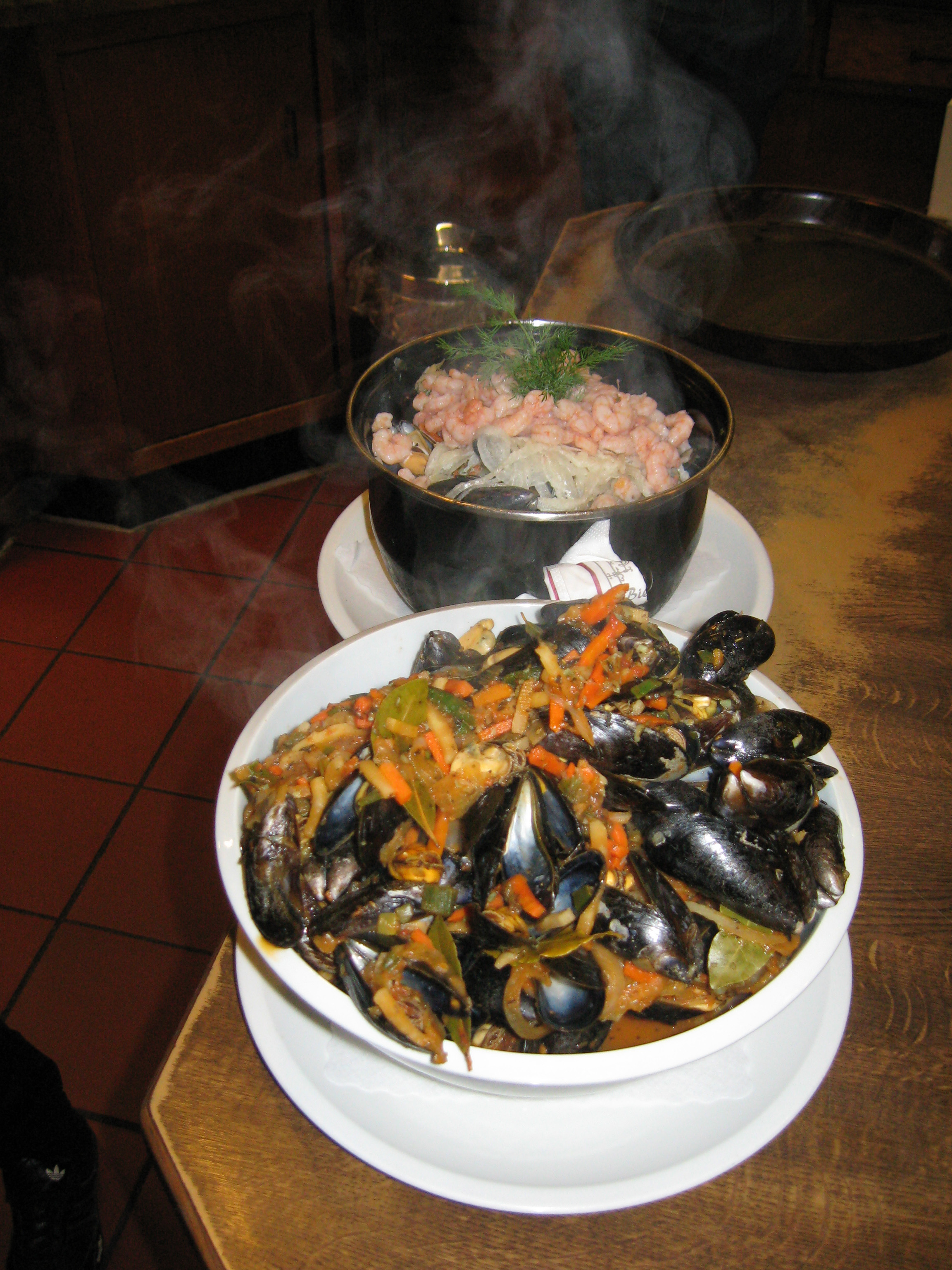
Miesmuschel-Spezialitäten im Muschelhaus Bier-Esel

Der Bier-Esel ist ein Gasthaus im Kölner Stadtbezirk Altstadt-Nord. Es bezieht sich auf eine über 700-jährige Gaststätten-Tradition als eine der „Altkölnischen-Wirtschaften“ und bezeichnet sich als „das älteste Muschelhaus in Köln.“

## Geschichte
Die erste schriftliche Erwähnung des Hauses „Zum Esel“ in der Breite Straße stammt aus dem Jahre 1297, und 1319 wird es als „Brauhaus genannt zum Esel“ erwähnt. Im Jahr 1400 wurde das Gebäude vom benachbarten Kloster St. Clara am Römerturm an Gerhard den Brauer verkauft.
Ab 1414 wird der heutige Bieresel als Brauhaus „Zum Esel“, Breite Straße 126, in einem Magistratserlass unter 21 qualifizierten und zur Zunft gehörenden Brauereien aufgeführt, die nach dem Kölner-Reinheitsgebot im Stadtgebiet von Köln Bier exklusiv brauen durften. 1476 wird das Brauhaus unter der Bezeichnung „Wilhelm zum Esel“ in historischen Aufzeichnungen ausgewiesen. Nachfolgend gibt es in der reichsstädtischen Epoche keine konkreten Aufzeichnungen über das Lokal, weil in dieser Zeit die Listen der Brauer-Bruderschaft nur den Namen des Bierbrauers nannten.
Die Brautradition an diesem Ort wurde 1873 mit dem Tod des letzten Brauherren Everhard Badorff beendet. Der alte, sogenannte „Große Esel“ wurde abgerissen, und der Neubau diente vorerst anderen Zwecken. Anschließend erfolgte in der Breite Straße (damals Haus Nr. 4200) ein umfassender Umbau der Gaststätte. So wurde unter anderem der Staffelgiebel abgetragen, so dass die Frontseite des Gebäudes nach oben hin geradlinig auslief, und die Fenster erhielten eine „moderne“ Form. Die Weiterführung des „Bier-Esels“ erfolgte durch den Brauer Wirtfeld. Im 19. Jahrhundert hatte der „Esel“, wie zu dieser Zeit in guten Brauhäusern allgemein üblich, eine „allgemeine“ und eine Herrenstube. Die Möblierung bestand aus massiven Eichen-Tischen und -Bänken, und die Wände waren ebenfalls mit Eichenholz mannshoch getäfelt und oberhalb davon weiß gestrichen.
Am 13. Februar 1892 erwarb die Brauerei Sünner aus Köln-Kalk das Gebäude des wieder aufgebauten Hauses „Zum Esel“ vom seinerzeitigen Schankwirt und Hauseigentümer Hermann Kurth. Am 1. März 1912 wurde die Gaststätte von Fritz Austermühle übernommen, der sich auf frische Miesmuscheln aus der Nordsee spezialisierte. Eine enge Freundschaft der Brauerfamilie Sünner mit norddeutschen Muschelzüchtern trug maßgeblich zu dieser Entwicklung des Bieresels zum „Ersten Coelner Muschelhaus“ bei.

„Ein anderes Lokal, das heute noch existiert – man ißt dort die besten Miesmuscheln in ganz Köln – ist der sogenannte Bieresel. Dieser war mehr für das Volk, und hier durften in früheren Zeiten auch die sogenannten „Unehrlichen“ herkommen, d. h. der Henker, seine Knechte und die Abdecker. Sie saßen abseits und durften nur aus deckellosen Steinkrügen ihr Bier trinken. Auch die „Funken“, die Stadtsoldaten, galten zu reichstädtischer Zeit für unehrlich und mußten ebenfalls gesondert sitzen. Erst die Franzosen haben mit diesen Vorurteilen aufgeräumt.“

Durch Luftangriffe im Zweiten Weltkrieg wurde der Bier-Esel weitgehend zerstört. Im Jahre 1948 begann der Wiederaufbau, und 1962 wurden die Restaurierungsarbeiten des Restaurants und der Schänke abgeschlossen. Bis 1977 betrieb ein Sohn von Fritz Austermühle, Willy Austermühle, die Gaststätte.